# Ghana i olympiska sommarspelen 2012
Ghana deltog i olympiska sommarspelen 2012 som ägde rum i London i Storbritannien mellan den 27 juli och den 12 augusti 2012. Ingen av landets deltagare erövrade någon medalj.

## Boxning
- Huvudartikel: Boxning vid olympiska sommarspelen 2012

Herrar
| Boxare                 | Gren          | Sextondelsfinal           | Åttondelsfinal       | Kvartsfinal          | Semifinal            | Final                | Final            |
| Boxare                 | Gren          | Motståndare Resultat      | Motståndare Resultat | Motståndare Resultat | Motståndare Resultat | Motståndare Resultat | Placering        |
| ---------------------- | ------------- | ------------------------- | -------------------- | -------------------- | -------------------- | -------------------- | ---------------- |
| Tetteh Sulemanu        | Lätt flugvikt | Ortíz (PUR) L 6–20        | Gick inte vidare     | Gick inte vidare     | Gick inte vidare     | Gick inte vidare     | Gick inte vidare |
| Duke Akueteh Micah     | Flugvikt      | Lavigilante (MRI) W 18–14 | Conlan (IRL) L 8–19  | Gick inte vidare     | Gick inte vidare     | Gick inte vidare     | Gick inte vidare |
| Isaac Zion Kojo Dogboe | Bantamvikt    | Shimizu (JPN) L 9–10      | Gick inte vidare     | Gick inte vidare     | Gick inte vidare     | Gick inte vidare     | Gick inte vidare |
| Maxwell Amponsah       | Tungvikt      | i.u.                      | Retired              | Retired              | Retired              | Retired              | Retired          |

## Friidrott
- Huvudartikel: Friidrott vid olympiska sommarspelen 2012

Förkortningar
- Notera – Placeringar gäller endast den tävlandes eget heat
- Q = Kvalificerade sig till nästa omgång via placering
- q = Kvalificerade sig på tid eller, i fältgrenarna, på placering utan att ha nått kvalgränsen
- NR = Nationellt rekord
- N/A = Omgången inte möjlig i grenen
- Bye = Idrottaren behövde inte delta i omgången

Herrar
Fältgrenar
| Idrottare        | Gren      | Kval  | Kval      | Final            | Final            |
| Idrottare        | Gren      | Längd | Placering | Längd            | Placering        |
| ---------------- | --------- | ----- | --------- | ---------------- | ---------------- |
| Ignisious Gaisah | Längdhopp | 7.79  | 18        | Gick inte vidare | Gick inte vidare |

Damer
Bana och väg
| Idrottare | Gren  | Heat     | Heat      | Semifinal        | Semifinal        | Final            | Final            |
| Idrottare | Gren  | Resultat | Placering | Resultat         | Placering        | Resultat         | Placering        |
| --------- | ----- | -------- | --------- | ---------------- | ---------------- | ---------------- | ---------------- |
| Vida Anim | 200 m | 23.71    | 8         | Gick inte vidare | Gick inte vidare | Gick inte vidare | Gick inte vidare |

Kombinerade grenar – sjukamp
| Idrottare        | Gren     | 100H                 | HJ                   | SP                   | 200 m                | LJ                   | JT                   | 800 m                | Final                | Placering            |                      |
| ---------------- | -------- | -------------------- | -------------------- | -------------------- | -------------------- | -------------------- | -------------------- | -------------------- | -------------------- | -------------------- | -------------------- |
| Margaret Simpson | Resultat | Drog sig ur (skadad) | Drog sig ur (skadad) | Drog sig ur (skadad) | Drog sig ur (skadad) | Drog sig ur (skadad) | Drog sig ur (skadad) | Drog sig ur (skadad) | Drog sig ur (skadad) | Drog sig ur (skadad) | Drog sig ur (skadad) |
| Margaret Simpson | Poäng    | Drog sig ur (skadad) | Drog sig ur (skadad) | Drog sig ur (skadad) | Drog sig ur (skadad) | Drog sig ur (skadad) | Drog sig ur (skadad) | Drog sig ur (skadad) | Drog sig ur (skadad) | Drog sig ur (skadad) | Drog sig ur (skadad) |

## Judo
Herrar
| Idrottare       | Gren              | 32-delsfinal         | Sextondelsfinal          | Åttondelsfinal       | Kvartsfinal          | Semifinal            | Återkval             | Bronsmatch           | Final                | Final            |
| Idrottare       | Gren              | Motståndare Resultat | Motståndare Resultat     | Motståndare Resultat | Motståndare Resultat | Motståndare Resultat | Motståndare Resultat | Motståndare Resultat | Motståndare Resultat | Placering        |
| --------------- | ----------------- | -------------------- | ------------------------ | -------------------- | -------------------- | -------------------- | -------------------- | -------------------- | -------------------- | ---------------- |
| Emmanuel Nartey | Lättvikt (-73 kg) | BYE                  | Elmont (NED) L 0003–0111 | Gick inte vidare     | Gick inte vidare     | Gick inte vidare     | Gick inte vidare     | Gick inte vidare     | Gick inte vidare     | Gick inte vidare |